# ساندرا هورن
ساندرا هورن (بالإنجليزية: Sandra Horn)‏ هي كاتِبة بريطانية، ولدت في 1950.